# Ludwig Rubiner
Ludwig Rubiner, pseudonimo di Ernst Ludwig Grombeck (Berlino, 12 luglio 1881 – Berlino, 28 febbraio 1920), è stato uno scrittore e traduttore tedesco.

## Biografia
Esordì in campo letterario nel 1904 nel contesto delle avanguardie letterarie berlinesi. I suoi due romanzi Die indischen Opale (1910) e Kriminalsonetten (1913) lo resero noto tra gli espressionisti, visti negativamente dalla critica letteraria per via del loro impegno politico. Fece parte del circolo bohémien Die Aktion assieme a Franz Pfemfert e, dopo un breve soggiorno a Parigi, con lo scoppio della prima guerra mondiale riparò con la moglie in Svizzera, dove frequentò diversi intellettuali pacifisti come Romain Rolland, Henri Guilbeaux e Anatolij Vasil'evič Lunačarskij. Qui pubblicò il primo volume dell'opera pacifista Zeit-Echo nel 1917, poi l'anno successivo tornò in patria per lavorare come redattore presso la casa editrice Kiepenheuer di Potsdam, dove si occupò di attivismo politico pubblicando la collana espressionista Der dramatische Wille ("La volontà drammatica").
Negli ultimi anni di vita si unì alla Bund für proletarian Kultur ("Lega per la cultura proletaria") ed è possibile che si fosse unito al Partito Comunista di Germania. Fu autore delle antologie Dokumenten der geistigen Weltwende (1919) e Kameraden der Menschheit (1919), nelle quali esprime il bisogno di avvicinarsi al modello della rivoluzione russa abbandonando il passato capitalista prebellico. Pubblicò con sua moglie diverse traduzioni delle opere di Gogol', Kuzmin, Tolstoj e Voltaire. Morì di polmonite nel 1920.